# Karl Muggeridge
Karl Nathan Muggeridge (Tweed Heads, 20 aprile 1974) è un pilota motociclistico australiano ritiratosi dall'attività agonistica.
Vincitore del campionato mondiale Supersport nel 2004.

## Carriera
Dopo diversi anni nei campionati giovanili motocross, fece l'esordio nelle corse su pista nel 1994 e l'anno successivo si classificò al 4º posto nella classe 250 australiana. Nel 1998 iniziò a partecipare ad alcune gare del campionato mondiale Supersport e alla fine della sua prima stagione si classificò al 40º posto nella classifica piloti. L'anno dopo si classificò ventitreesimo. 
Nel 2000 diviene pilota titolare nel mondiale Supersport, alla guida di una Honda CBR600 gestita dal team Ten Kate Racing. In occasione dell'ultima gara stagionale a Brands Hatch ottiene il suo primo successo. Chiude la stagione al quinto posto in classifica. Nel 2001 si trasferisce al team Suzuki Alstare Corona Extra che gli affida una Suzuki GSX R600. Non ottiene successi ma risulta il miglior pilota Suzuki in stagione classificandosi settimo. Nel 2002 passa al team Honda UK Race che gli affida una Honda CBR 600F. Ottiene un unico podio stagionale giungendo terzo a Silverstone e chiude la stagione al quattordicesimo posto. 
Nel 2003 torna al team Ten kate che gli affida una Honda CBR600RR con la quale va a vincere le ultime tre gare stagionali chiudendo al quarto posto in classifica. Nel 2004 inizia la seconda stagione consecutiva con il team. Porta a termine tutte le dieci gare stagionali, ottenendo sempre punti e vincendone sette. Ottiene il titolo iridato con un margine di oltre sessanta punti sul più diretto concorrente ossia il suo connazionale Broc Parkes.
Gli ottimi risultati nel mondiale Supersport lo portarono al passaggio nel campionato mondiale Superbike, sempre con il Ten Kate Racing, dove nell'anno del suo esordio (2005) si classificò all'11º posto. Muggeridge corse nel mondiale Superbike fino al 2009 ma i risultati non migliorarono dall'anno del suo esordio e nei 4 anni che trascorse nella categoria non ottenne mai né una vittoria né una pole position e nemmeno un podio.
Nel 2010 ha corso nel IDM Superbike (campionato tedesco della Superbike)  in sella ad una Honda CBR 1000RR, ottenendo alla gara d'esordio la pole position e due vittorie, proseguendo la stagione con ulteriori buoni risultati, tanto da ottenere il titolo a fine anno. È arrivato invece al terzo posto nel 2011.
Chiamato nel 2011 a sostituire l'infortunato Rubén Xaus nel team Castrol Honda, è costretto a rinunciare a causa di un infortunio ad un polso per una caduta in mountain bike. Per il fine settimana di Silverstone, la moto del team olandese viene quindi affidata all'italiano Fabrizio Lai. Partecipa infine alla gara portoghese sul circuito di Portimão non ottenendo punti validi per la classifica piloti.
Anche nel 2012 partecipa al campionato tedesco Superbike in sella ad una Honda CBR 1000RR.

## Risultati in gara

### Campionato mondiale Supersport
| 1998 | Moto  |    |  |  |  |    |  |  |    |  |  |  |  | Punti | Pos. |
| ---- | ----- | -- |  |  |  | -- |  |  | -- |  |  |  |  | ----- | ---- |
| 1998 | Honda | 23 |  |  |  | 11 |  |  | 19 |  |  |  |  | 5     | 40º  |

| 1999 | Moto  |  |    |  |  |  |  |  |     |  |   |     |  | Punti | Pos. |
| ---- | ----- |  | -- |  |  |  |  |  | --- |  | - | --- |  | ----- | ---- |
| 1999 | Honda |  | 17 |  |  |  |  |  | Rit |  | 4 | Rit |  | 13    | 23º  |

| 2000 | Moto  |     |   |     |   |    |   |     |   |    |   |   |  | Punti | Pos. |
| ---- | ----- | --- | - | --- | - | -- | - | --- | - | -- | - | - |  | ----- | ---- |
| 2000 | Honda | Rit | 6 | Rit | 3 | 10 | 4 | Rit | 2 | 13 | 2 | 1 |  | 113   | 5º   |

| 2001 | Moto   |   |     |   |   |   |     |   |     |   |     |   |  | Punti | Pos. |
| ---- | ------ | - | --- | - | - | - | --- | - | --- | - | --- | - |  | ----- | ---- |
| 2001 | Suzuki | 6 | Rit | 5 | 3 | 2 | Rit | 9 | Rit | 8 | Rit | 2 |  | 92    | 7º   |

| 2002 | Moto  |    |     |    |   |     |   |    |    |     |     |   |     | Punti | Pos. |
| ---- | ----- | -- | --- | -- | - | --- | - | -- | -- | --- | --- | - | --- | ----- | ---- |
| 2002 | Honda | 14 | Rit | 13 | 6 | Rit | 3 | 14 | 16 | Rit | Rit | 6 | Rit | 43    | 14º  |

| 2003 | Moto  |   |   |   |     |    |   |     |   |   |   |   |  | Punti | Pos. |
| ---- | ----- | - | - | - | --- | -- | - | --- | - | - | - | - |  | ----- | ---- |
| 2003 | Honda | 6 | 7 | 6 | Rit | 15 | 3 | Rit | 4 | 1 | 1 | 1 |  | 134   | 4º   |

| 2004 | Moto  |   |    |   |   |   |   |   |   |   |   |  |  | Punti | Pos. |
| ---- | ----- | - | -- | - | - | - | - | - | - | - | - |  |  | ----- | ---- |
| 2004 | Honda | 8 | 12 | 1 | 1 | 1 | 2 | 1 | 1 | 1 | 1 |  |  | 207   | 1º   |

| Legenda | 1º posto        | 2º posto            | 3º posto           | A punti      | Senza punti        | Grassetto – Pole position Corsivo – Giro più veloce |
| Legenda | Gara non valida | Non qual./Non part. | Ritirato/Non class | Squalificato | '-' Dato non disp. | Grassetto – Pole position Corsivo – Giro più veloce |

### Campionato mondiale Superbike
| 2005 | Moto  |   |     |   |     |     |     |   |   |    |    |    |   |    |   |   |     |   |   |     |   |     |    |   |    |  |  |  |  | Punti | Pos. |
| ---- | ----- | - | --- | - | --- | --- | --- | - | - | -- | -- | -- | - | -- | - | - | --- | - | - | --- | - | --- | -- | - | -- |  |  |  |  | ----- | ---- |
| 2005 | Honda | 9 | Rit | 8 | Rit | Rit | Rit | 6 | 4 | 10 | 10 | 10 | 7 | 13 | 9 | 6 | Rit | 9 | 8 | Rit | 5 | Rit | AN | 4 | NP |  |  |  |  | 124   | 11º  |

| 2006 | Moto  |    |   |     |     |  |  |   |   |   |   |    |    |    |   |     |     |   |    |   |   |   |   |     |   |  |  |  |  | Punti | Pos. |
| ---- | ----- | -- | - | --- | --- |  |  | - | - | - | - | -- | -- | -- | - | --- | --- | - | -- | - | - | - | - | --- | - |  |  |  |  | ----- | ---- |
| 2006 | Honda | 12 | 9 | Rit | Rit |  |  | 6 | 7 | 8 | 9 | 11 | 14 | 11 | 7 | Rit | Rit | 9 | 13 | 6 | 5 | 8 | 8 | Rit | 6 |  |  |  |  | 123   | 12º  |

| 2007 | Moto  |     |    |    |    |    |   |     |     |     |     |   |   |     |    |    |    |     |    |     |    |    |    |    |    |    |    |  |  | Punti | Pos. |
| ---- | ----- | --- | -- | -- | -- | -- | - | --- | --- | --- | --- | - | - | --- | -- | -- | -- | --- | -- | --- | -- | -- | -- | -- | -- | -- | -- |  |  | ----- | ---- |
| 2007 | Honda | Rit | 14 | NP | NP | 11 | 9 | Rit | Rit | Rit | Rit | 9 | 9 | Rit | AN | NP | NP | Rit | 11 | Rit | 14 | 10 | 10 | 13 | 13 | 12 | 11 |  |  | 62    | 16º  |

| 2008 | Moto  |    |    |    |    |   |    |    |    |     |   |   |    |    |    |     |     |    |     |    |     |   |     |     |     |    |     |    |    | Punti | Pos. |
| ---- | ----- | -- | -- | -- | -- | - | -- | -- | -- | --- | - | - | -- | -- | -- | --- | --- | -- | --- | -- | --- | - | --- | --- | --- | -- | --- | -- | -- | ----- | ---- |
| 2008 | Honda | 17 | 20 | 12 | 10 | 6 | 20 | 14 | 13 | Rit | 6 | 7 | 11 | 10 | 12 | Rit | Rit | 11 | Rit | 16 | Rit | 9 | Rit | Rit | Rit | 12 | Rit | 14 | 21 | 77    | 15º  |

| 2009 | Moto   |     |    |    |    |    |    |    |     |    |     |    |     |     |    |  |  |  |  |  |  |    |     |    |    |     |   |  |  | Punti | Pos. |
| ---- | ------ | --- | -- | -- | -- | -- | -- | -- | --- | -- | --- | -- | --- | --- | -- |  |  |  |  |  |  | -- | --- | -- | -- | --- | - |  |  | ----- | ---- |
| 2009 | Suzuki | Rit | 21 | 16 | 18 | 16 | 19 | 12 | Rit | 16 | Rit | 18 | Rit | Rit | NP |  |  |  |  |  |  | 12 | Rit | 13 | 14 | Rit | 8 |  |  | 21    | 22º  |

| 2011 | Moto  |  |  |  |  |  |  |  |  |  |  |  |  |  |  |  |  |  |  |  |  |  |  |  |  |    |    |  |  | Punti | Pos. |
| ---- | ----- |  |  |  |  |  |  |  |  |  |  |  |  |  |  |  |  |  |  |  |  |  |  |  |  | -- | -- |  |  | ----- | ---- |
| 2011 | Honda |  |  |  |  |  |  |  |  |  |  |  |  |  |  |  |  |  |  |  |  |  |  |  |  | 18 | 17 |  |  | 0     |      |

| Legenda | 1º posto        | 2º posto            | 3º posto           | A punti      | Senza punti        | Grassetto – Pole position Corsivo – Giro più veloce |
| Legenda | Gara non valida | Non qual./Non part. | Ritirato/Non class | Squalificato | '-' Dato non disp. | Grassetto – Pole position Corsivo – Giro più veloce |